# Daniel Sjölund
Daniel Sjölund (* 22. April 1983 in Mariehamn) ist ein finnischer êhemaliger Fußballspieler. Der Mittelfeldspieler, der 2003 in der finnischen Nationalmannschaft debütierte, ist der ältere Bruder der finnischen Nationalspielerin Annica Sjölund.

## Werdegang

### Im Verein
Sjölund spielte in der Jugend bei IF Finströms Kamraterna und IFK Mariehamn. Nachdem er in der Männermannschaft des Klubs debütiert hatte, wechselte er im Sommer 1999 zum schwedischen Zweitligisten IF Brommapojkarna. Dort lief der Nachwuchsspieler ein halbes Jahr auf, ehe ihn der englische Klub West Ham United in The Academy aufnahm. Nach einem Jahr wechselte er im Tausch mit Rigobert Song zum FC Liverpool, der zudem ungefähr zwei Millionen Pfund erhielt.
Beim FC Liverpool konnte Sjölund sich nicht gegen Emile Heskey, Robbie Fowler und Michael Owen durchsetzen und kam lediglich in der Reservemannschaft zum Einsatz. Vor Beginn der Allsvenskan-Spielzeit 2003 lieh der schwedische Klub Djurgårdens IF ihn bis zum Saisonende aus. In Schweden überzeugte der Nachwuchsspieler und gewann mit dem Klub am Ende der Spielzeit den Meistertitel, woraufhin er fest unter Vertrag genommen wurde. An der Seite von Spieler wie Matías Concha, Fredrik Stenman und Toni Kuivasto verpasste er mit der Mannschaft in der folgenden Spielzeit als Tabellenvierter die Titelverteidigung, erreichte aber mit dem Klub das Endspiel um den schwedischen Landespokal gegen IFK Göteborg ein. Mit zwei Toren verhalf er dem Klub beim 3:1-Erfolg zum Titelgewinn.
In der Spielzeit 2005 reifte Sjölund unter Trainer Kjell Jonevret endgültig zum Stammspieler und bestritt 22 Saisonspiele. Mit sieben Saisontoren trug er zum erneuten Gewinn des Lennart-Johansson-Pokals für den schwedischen Landesmeister bei. Zudem zog er mit der Mannschaft um Pa Dembo Tourray, Markus Johannesson und Tobias Hysén erneut ins Pokalfinale ein, in dem durch einen 2:0-Sieg gegen Åtvidabergs FF der Doublegewinn gelang.
Vor Beginn der Spielzeit 2006 verlängerte Sjölund seinen Vertrag um vier Jahre bis Ende 2009. In der Folgezeit war er weiter Stammspieler, ehe er sich Anfang 2008 verletzte und die erste Saisonhälfte verpasste. Nach seiner Rückkehr etablierte er sich erneut in der Stammformation. In der Spielzeit 2009 geriet er mit dem Klub in Abstiegsgefahr, nach einer Verletzung am Knie im September des Jahres konnte er der Mannschaft nicht helfen. Nach dem geglückten Klassenerhalt verlängerte er im Januar 2010 seinen Vertrag um weitere drei Jahre. Nachdem er Anfang 2010 lange Zeit ohne richtige Diagnose verletzungsbedingt ausgefallen war, wurde er im Mai 2010 am Fuß operiert. Im Juli des Jahres kehrte er als Einwechselspieler auf den Fußballplatz zurück und eroberte kurze Zeit später seinen Stammplatz zurück.

### Nationalelf
Der Durchbruch bei Djurgårdens brachte ihm 2003 seine erste Einladung in die A-Nationalmannschaft Finnlands ein. Am 22. Mai 2003 feierte Daniel Sjölund bei der 0:2-Niederlage gegen Norwegen sein Debüt in der Nationalauswahl.